# Oljato-Monument Valley (Utah)
Oljato-Monument Valley (pronunciado Uljito) es el nombre de un lugar designado por el censo ubicado en el condado de San Juan en el estado estadounidense de Utah. En el año 2000 tenía una población de 864 habitantes.

## Geografía
Oljato-Monument Valley se encuentra ubicado en las coordenadas 37°0′38″N 110°14′34″O / 37.01056, -110.24278. Según la Oficina del Censo, la localidad tiene un área total de 74,4 km² (28,7 mi²), de la cual toda es tierra.

## Demografía
Según la Oficina del Censo en 2000, había 181 personas y 54 familias residentes en el lugar, 5,4% de los cuales eran personas de raza blanca y 94,4% de nativas de los Estados Unidos. 
Según la Oficina del Censo en 2000 los ingresos medios por hogar en la localidad eran de $32.188, y los ingresos medios por familia eran $32,768. Los hombres tenían unos ingresos medios de $28.646 frente a los $25.278 para las mujeres. La renta per cápita para la localidad era de $7,904. Aproximadamente 23,8% de la población de Oljato-Monument Valley estaban por debajo del umbral de pobreza.